# Siergiej Smagin
Siergiej Smagin, ros. Сергей Борисович Смагин (ur. 8 września 1958 w Norylsku) – rosyjski szachista, arcymistrz od 1987 roku.

## Kariera szachowa
Pierwsze sukcesy zaczął odnosić w połowie lat 80. XX wieku. W 1985 r. zadebiutował w finale indywidualnych mistrzostw Związku Radzieckiego, zajmując w Rydze w stawce 20 uczestników (spośród których miał najniższy ranking) wysokie, VI miejsce. W tym samym roku zwyciężył w międzynarodowych turniejach w Nałęczowie oraz w Dreźnie (wspólnie z Walerijem Czechowem). W kolejnych latach odniósł szereg sukcesów indywidualnych, m.in.:
- 1986 – Tallinn (memoriał Aleksandra Kotowa, II m. za Kostiantynem Łernerem)[3], Nowy Sad (I m.), Cappelle-la-Grande (dz. I m. wspólnie z Wjaczesławem Ejnhornem i Josephem Gallagherem),
- 1987 – Trnawa (I m.), Zenica (I m.), Soczi (memoriał Michaiła Czigorina, dz. I m. wspólnie z Jewgienijem Pigusowem i Andriejem Charitonowem(inne języki)), Norylsk (dz. I m. wspólnie z Borisem Gelfandem, Aleksiejem Wyżmanawinem i Kostiantynem Łernerem),
- 1988 – Berlin (I m.), Kopenhaga (dz. II m. za Larsem Karlssonem, wspólnie z Harrym Schüsslerem i Larsem Bo Hansenem),
- 1989 – Zenica (dz. II m. za Petarem Popoviciem, wspólnie z Dragoljubem Velimiroviciem, Branko Damljanoviciem, Emirem Dizdareviciem i Rico Mascarinasem(inne języki)),
- 1990 – Hastings (turniej scheveningen, dz. I m. wspólnie z Josephem Gallagherem, Grigorijem Kajdanowem i Laszą Dżandżgawą), Berlin (dz. III m. za Jurijem Bałaszowem i Ołehem Romanyszynem, wspólnie z Lotharem Vogtem i Lutzem Espigiem),
- 1991 – Čačak (dz. I m. wspólnie z Miłko Popczewem), Wiedeń (dz. II m. za Erikiem Lobronem, wspólnie m.in. z Edvīnsem Ķeņģisem i Wiaczesławem Ikonnikowem), Valby (dz. I m. wspólnie z Jonnym Hectorem, Bentem Larsenem i Lotharem Vogtem),
- 1992 – Kopenhaga (turniej Politiken Cup, dz. I m. wspólnie z Matthew Sadlerem, Johnem Emmsem i Awigdorem Bychowskim(inne języki)),
- 1995 – Dortmund (open, dz. I m. wspólnie z Józsefem Pintérem i Arszakiem Petrosjanem), Moskwa (III m. za Michaiłem Saltajewem i Olegiem Korniejewem),
- 2000 – Montreal (dz. I m. wspólnie z Eduardasem Rozentalisem).

Najwyższy ranking w karierze osiągnął 1 października 2000 r., z wynikiem 2613 punktów zajmował wówczas 67. miejsce na światowej liście FIDE.